# 도시 마케팅

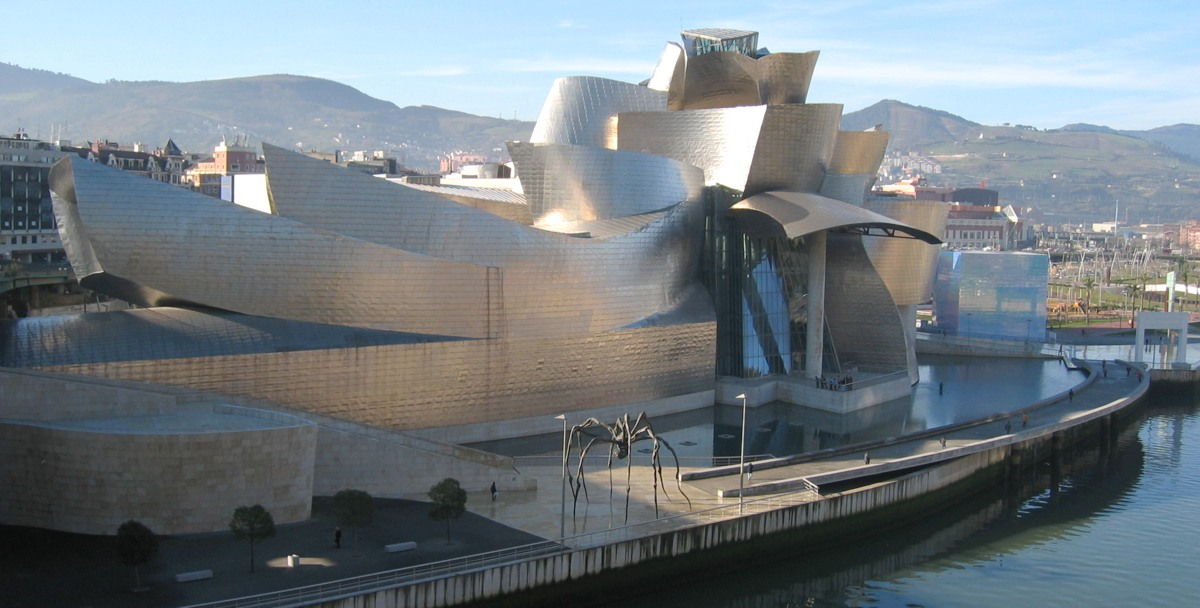
빌바오의 빌바오 구겐하임 미술관은 도시 마케팅에 사용되는 건축물의 한 예이다.

도시 마케팅(city marketing) 또는 장소 마케팅(place marketing)은 특정 활동(예: 관광 및 외국인 직접 투자 유치)이 발생하도록 장려하기 위해 도시 또는 그 안의 지역을 홍보하는 것이다.
장소 마케팅은 "도시, 마을, 지역 및 커뮤니티와 같은 지리적 위치에 마케팅 도구를 적용하는 것, 즉 공유된 고객 지향 철학에 의해 지원되는 마케팅 도구를 조정하여 사용하는 것을 의미한다. 도시의 고객과 도시 공동체 전체를 위한 가치이다.
장소(도시, 마을)를 차별화하려는 조율된 시도는 다음을 통해 연결하는 것을 목표로 한다.
- 디자인: 장소를 캐릭터로 표현
- 인프라: 장소를 고정된 환경으로 묘사
- 기본 서비스: 서비스 제공자로서의 위치
- 매력: 엔터테인먼트 또는 레크리에이션 장소[4]

관광을 장려하거나 주민들의 내부 이주를 유도하거나 사업체 이전을 가능하게 하기 위해 도시에 대한 외부 인식을 바꾸는 데 사용된다. 도시 마케팅의 중요한 특징은 새로운 랜드마크 또는 '플래그십', 건물 및 구조물의 개발이다. 시장성 있는 제품으로서의 도시 개발은 내부 투자와 정부 자금 조달을 위한 경쟁으로 이어졌다. 이는 올림픽과 같은 국제 스포츠 행사를 유치하려는 도시의 시도에서 종종 나타난다. 도시 간의 경쟁은 지역, 국가 및 국제 수준에서 존재한다. 그리고 이는 세계화의 영향이다. 일부 장소는 특정 브랜드와 연관되어 서로 구축되지만 때로는 상업적 브랜드가 너무 강력하여 장소 브랜드를 능가한다. 이에 대한 예는 관광객을 위한 주요 명소로 페라리 본사를 사용하는 이탈리아의 마라넬로이다.
도시 마케팅은 전략적으로 또는 유기적으로 발생할 수 있다. 전략적 도시 마케팅의 한 예는 라스베가스이다. 이 도시는 문화적, 경제적 이득을 얻으려는 전략적 의도로 다양한 노력을 통해 홍보된다. 유기농 도시 마케팅의 사례는 예루살렘이다. 수세기에 걸쳐 무질서한 이해 관계자들이 도시를 미화하고 순례를 장려하여 문화적, 경제적 이득을 얻었기 때문에 도시는 웅장한 전략 없이 판매된다. 두 경우 모두 다양한 전략적 및 유기적 참여가 있는 도시 마케팅을 보여준다. 일반적으로 유기농 마케팅은 전략적 마케팅과 함께 발생한다. 도시에 대한 인식은 전략적 노력만으로는 구축할 수 없기 때문이다.
성공적인 마케팅 활동과 마찬가지로 도시는 정체성과 메시지를 효과적으로 전달하기 위해 장기 계획에 기꺼이 전념해야 한다. 이해 관계자 간의 공유된 비전은 도시 이미지를 위한 응집력 있고 포괄적인 전략을 개발하는 데 도움이 될 것이다.

## 같이 보기
- 필립 코틀러